# Пневматичний двигун

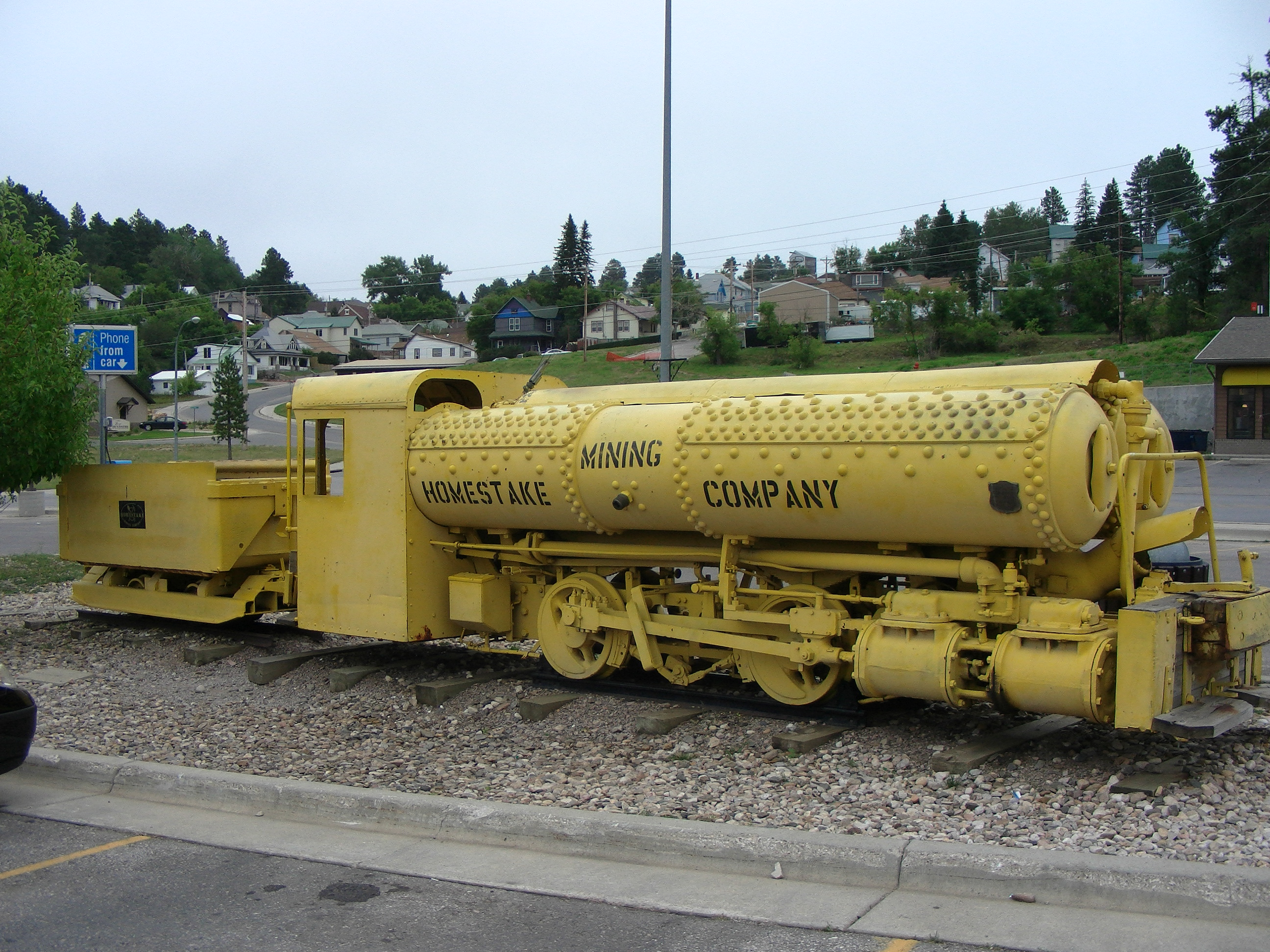
Локомотив, який працює на стисненому повітрі

Пневматичний двигун (від грец. pnéuma — подих, повітря); пневмодвигун, пневмомотор — двигун, що працює на перетворенні енергії стисненого повітря в механічну роботу.

## Класифікація
За принципом дії зазвичай розрізняють об'ємні і турбінні пневмодвигуни, а за напрямком руху — лінійні (поршневі, балонні, мембранні та інші) і поворотні (поршневі і лопатеві).
В об'ємних пневмодвигунах механічна робота досягається в результаті розширення стисненого повітря в циліндрах з передачею енергії на рухомий поршень, в турбінних — в результаті дії потоку повітря на лопатки турбіни. У першому випадку використовується потенційна енергія стисненого повітря, у другому — кінетична енергія.
Найбільшого поширення набули об'ємні пневмодвигуни (поршневі, ротаційні і камерні).

## Мембранні пневмоциліндри
Пневматичні двигуни, і зокрема, пневмоциліндри, за принципом дії ідентичні відповідним гідравлічним двигунам. Один з їх різновидів — мембранні пневмоциліндри, які належать до пневмодвигунів з лінійним зворотно-поступальним рухом вихідної ланки — штока.

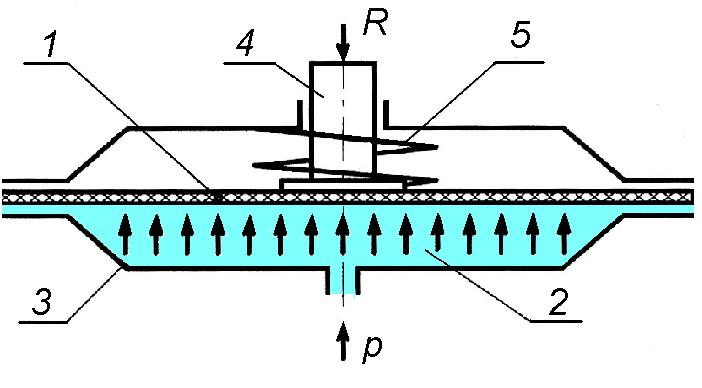
Мембранний пневмоцилиндр: 1-Диск мембрани; 2-Робоча камера; 3-Корпус; 4-Шток; 5-Пружина

У порівнянні з поршневими пневмоциліндрами такі двигуни простіші у виготовленні через відсутність точних посадок контактних поверхонь, мають високу герметичність робочої камери, не вимагають мастила і якісного очищення стисненого повітря. Недоліки цього виду двигунів — обмеженість довжини ходу, змінне вихідне зусилля, залежність від прогину мембрани.
Найбільш поширені мембранні пневмоциліндри односторонньої дії зі зворотньою пружиною. Використовуються в устаткуванні, де потрібні значні зусилля при відносно малих переміщень — для затискання, фіксації, перемикання, гальмування тощо; наприклад — для відкривання та закривання дверей у пасажирських автобусах.

## Поршневі пневмодвигуни
В поршневих двигунах тиск повітря викликає переміщення поршня. Подібний принцип використовується в системах, де потрібні зворотньо-поступальні рухи приводу, наприклад — в пневмомолотках, перфораторах тощо.
В такому двигуні стиснуте повітря подається з резервуара стиснутого повітря. Впускний клапан відкривається і під високим тиском газ розширюється в просторі циліндра. Після закриття впускного клапана, газ розширюється до кінцевої точки розширення, поглинає теплову енергію з навколишнього середовища. Досягши кінцевої точки розширення, газ викидається двигуном через випускний клапан. Розширення газу виконує механічну роботу приводячи в рух обертовий поршень. Поршневий двигун може бути як односторонньої так і подвійної дії — з рекуперацією енергії при гальмуванні.

## Турбінні пневмодвигуни
В турбінних двигунах стиснуте повітря, що витікає з форсунки зі значною швидкістю, обертає колесо з робочими лопатками. Завдяки високій швидкості витікання повітря та спеціальному профілю робочих лопаток досягається частота обертання 4000—10000 об/хв. Такі двигуни використовуються в пневмодрилях, раніше — в бормашинах. В стоматологічних (зубних) бормашинах мікротурбіна розвиває сотні тисяч обертів.

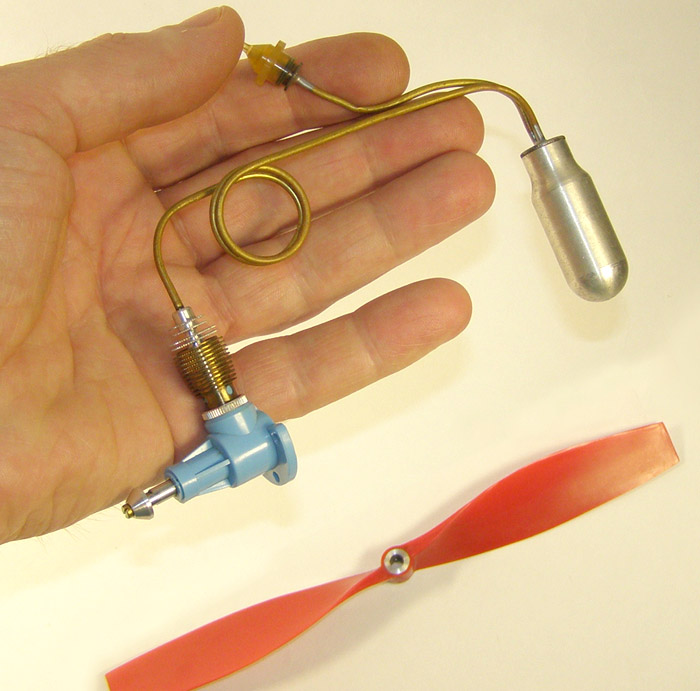
Мініатюрний поршневий двигун що працює на стислому CO2 газі

## Застосування
Використання пневмодвигунів в пневмоінструментах дозволяє досягти безпеки виконання робіт у вибухонебезпечних місцях — зі скупченням газу, вугільного пилу тощо; та в середовищі з підвищеною вологістю — де використання електроінструменту неможливе, небажаним або повинно дублювати функцію передачі енергії у випадку втрати джерела електроенергії. Наприклад для забезпечення параметрів безпеки на плавучих спорудах - відкриття затворів, засувок, відкачування води тощо .  
Пневмодвигуни для авіамоделей використовують стиснутий вуглекислий газ (CO2).  
Останнім часом пневмодвигуни викликають інтерес серед конструкторів транспортних засобів через простоту накопичувачів енергії (звичайний балон для стиснутого повітря) та високу швидкість заправки.